# Danh sách thành tích trong sự nghiệp của Lionel Messi

Từ trái sang phải: Daniel Passarella, Messi và Diego Maradona; ba đội trưởng vô địch thế giới của đội tuyển quốc gia Argentina

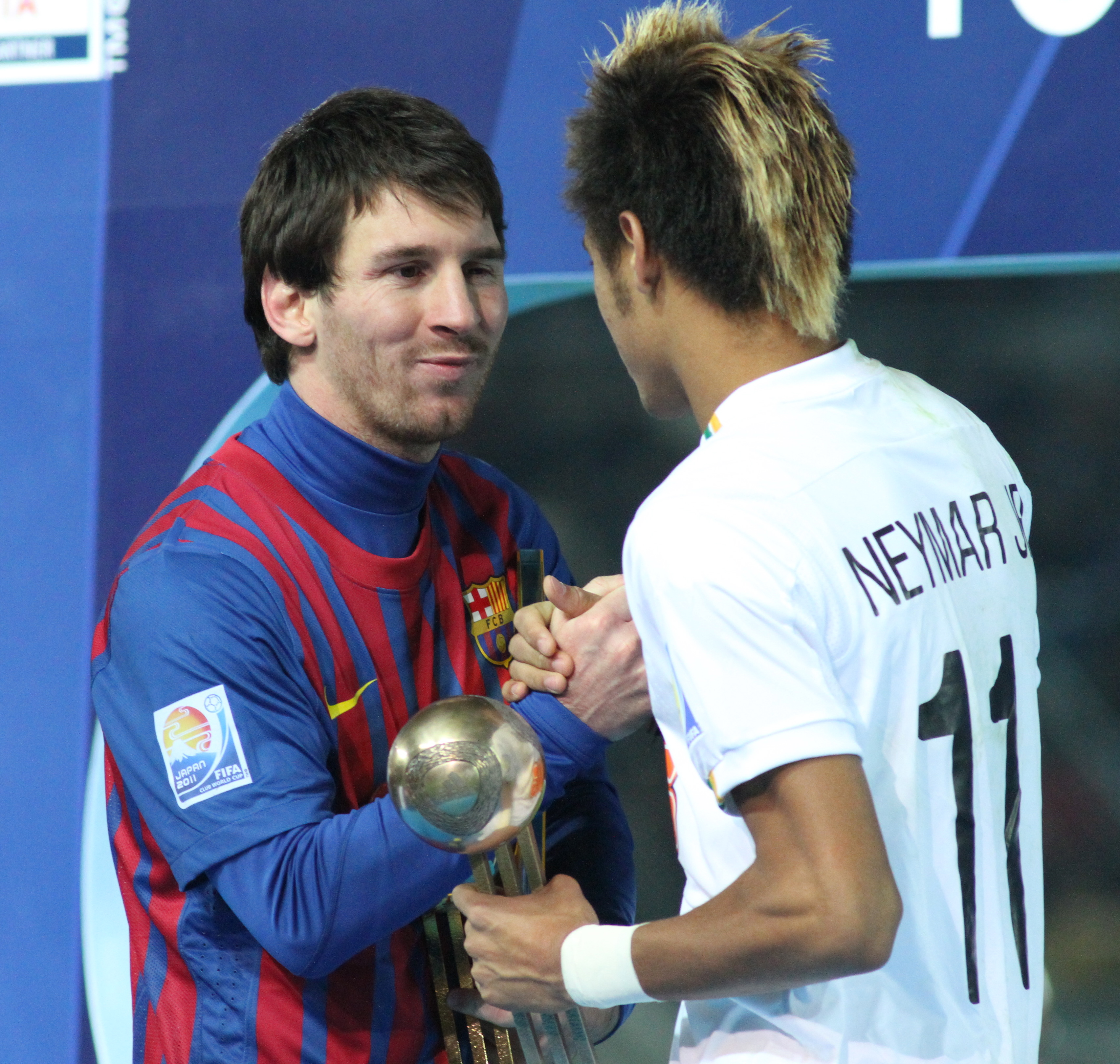
Messi nhận giải Quả bóng vàng, cùng với những giải thưởng trong tương lai của anh và đồng đội cũ Neymar sau trận chung kết FIFA Club World Cup 2011

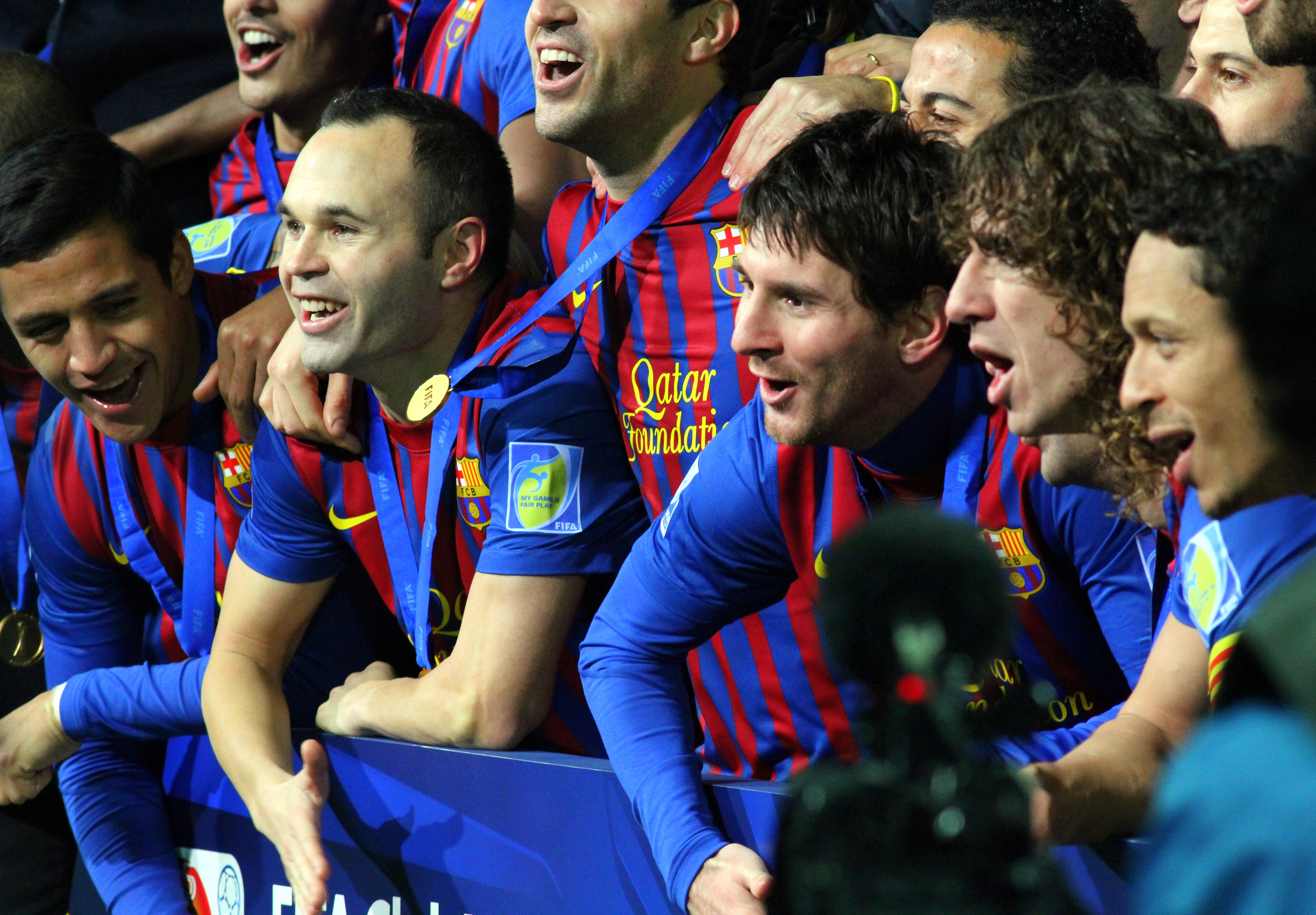
Messi (giữa) và các đồng đội ăn mừng chức vô địch FIFA Club World Cup vào tháng 12 năm 2011

Cầu thủ bóng đá người Argentina Lionel Messi, được nhiều người coi là một trong những cầu thủ vĩ đại nhất mọi thời đại , đã nhận được tám giải thưởng Quả bóng vàng, nhiều nhất cho bất kỳ cầu thủ bóng đá nào, cũng như Cầu thủ xuất sắc nhất FIFA năm 2009, 2019, 2022. Messi giữ kỷ lục ghi nhiều bàn thắng nhất ở La Liga (474), Supercopa de España (14), UEFA Super Cup (3) và là cầu thủ có nhiều pha kiến tạo chính thức nhất trong lịch sử bóng đá (357 ). Anh ấy đã ghi được 806 bàn thắng trong sự nghiệp cho câu lạc bộ và quốc gia và anh ấy cũng là cầu thủ đầu tiên trong lịch sử giành được 5 và 6 Chiếc giày vàng châu Âu.

## Giải thưởng tập thể
| Mùa giải/Năm | Giải đấu                                     | Câu lạc bộ/Đội tuyển quốc gia | Tham khảo |
| ------------ | -------------------------------------------- | ----------------------------- | --------- |
| 2004–05      | La Liga                                      | Barcelona                     | [ 6 ]     |
| 2005         | Thứ 3 Giải vô địch bóng đá trẻ Nam Mỹ        | Argentina U20                 | [ 7 ]     |
| 2005         | Giải vô địch bóng đá U-20 thế giới           | Argentina U20                 | [ 8 ]     |
| 2005–06      | La Liga                                      | Barcelona                     | [ 6 ]     |
| 2005–06      | UEFA Champions League                        | Barcelona                     | [ 6 ]     |
| 2006         | Siêu cúp bóng đá Tây Ban Nha                 | Barcelona                     | [ 6 ]     |
| 2006         | Á quân Siêu cúp bóng đá châu Âu              | Barcelona                     | [ 6 ]     |
| 2007         | Á quân Cúp bóng đá Nam Mỹ                    | Argentina                     | [ 9 ]     |
| 2008         | Huy chương vàng Thế vận hội Mùa hè           | Argentina Olympic             | [ 10 ]    |
| 2008–09      | La Liga                                      | Barcelona                     | [ 6 ]     |
| 2008–09      | Cúp Nhà vua Tây Ban Nha                      | Barcelona                     | [ 6 ]     |
| 2008–09      | UEFA Champions League                        | Barcelona                     | [ 6 ]     |
| 2009         | Siêu cúp bóng đá Tây Ban Nha                 | Barcelona                     | [ 6 ]     |
| 2009         | Siêu cúp bóng đá châu Âu                     | Barcelona                     | [ 6 ]     |
| 2009         | Giải vô địch bóng đá thế giới các câu lạc bộ | Barcelona                     | [ 6 ]     |
| 2009–10      | La Liga                                      | Barcelona                     | [ 6 ]     |
| 2010         | Siêu cúp bóng đá Tây Ban Nha                 | Barcelona                     | [ 6 ]     |
| 2010–11      | La Liga                                      | Barcelona                     | [ 6 ]     |
| 2010–11      | Á quân Cúp Nhà vua Tây Ban Nha               | Barcelona                     | [ 6 ]     |
| 2010–11      | UEFA Champions League                        | Barcelona                     | [ 6 ]     |
| 2011         | Siêu cúp bóng đá Tây Ban Nha                 | Barcelona                     | [ 6 ]     |
| 2011         | Siêu cúp bóng đá châu Âu                     | Barcelona                     | [ 6 ]     |
| 2011         | Giải vô địch bóng đá thế giới các câu lạc bộ | Barcelona                     | [ 6 ]     |
| 2011–12      | Cúp Nhà vua Tây Ban Nha                      | Barcelona                     | [ 6 ]     |
| 2012         | Á quân Siêu cúp bóng đá Tây Ban Nha          | Barcelona                     | [ 6 ]     |
| 2012–13      | La Liga                                      | Barcelona                     | [ 6 ]     |
| 2013         | Siêu cúp bóng đá Tây Ban Nha                 | Barcelona                     | [ 6 ]     |
| 2013–14      | Á quân Cúp Nhà vua Tây Ban Nha               | Barcelona                     | [ 6 ]     |
| 2014         | Á quân Giải vô địch bóng đá thế giới         | Argentina                     | [ 11 ]    |
| 2014–15      | La Liga                                      | Barcelona                     | [ 12 ]    |
| 2014–15      | Cúp Nhà vua Tây Ban Nha                      | Barcelona                     | [ 12 ]    |
| 2014–15      | UEFA Champions League                        | Barcelona                     | [ 12 ]    |
| 2015         | Á quân Siêu cúp bóng đá Tây Ban Nha          | Barcelona                     | [ 12 ]    |
| 2015         | Á quân Cúp bóng đá Nam Mỹ                    | Argentina                     | [ 13 ]    |
| 2015         | Siêu cúp bóng đá châu Âu                     | Barcelona                     | [ 6 ]     |
| 2015         | Giải vô địch bóng đá thế giới các câu lạc bộ | Barcelona                     | [ 6 ]     |
| 2015–16      | La Liga                                      | Barcelona                     | [ 6 ]     |
| 2015–16      | Cúp Nhà vua Tây Ban Nha                      | Barcelona                     | [ 6 ]     |
| 2016         | Siêu cúp bóng đá Tây Ban Nha                 | Barcelona                     | [ 6 ]     |
| 2016         | Á quân Cúp bóng đá Nam Mỹ                    | Argentina                     | [ 14 ]    |
| 2016–17      | Cúp Nhà vua Tây Ban Nha                      | Barcelona                     | [ 6 ]     |
| 2017         | Á quân Siêu cúp bóng đá Tây Ban Nha          | Barcelona                     | [ 6 ]     |
| 2017–18      | La Liga                                      | Barcelona                     | [ 6 ]     |
| 2017–18      | Cúp Nhà vua Tây Ban Nha                      | Barcelona                     | [ 6 ]     |
| 2018         | Siêu cúp bóng đá Tây Ban Nha                 | Barcelona                     | [ 6 ]     |
| 2018–19      | La Liga                                      | Barcelona                     | [ 6 ]     |
| 2018–19      | Á quân Cúp Nhà vua Tây Ban Nha               | Barcelona                     | [ 6 ]     |
| 2019         | Thứ 3 Cúp bóng đá Nam Mỹ                     | Argentina                     | [ 15 ]    |
| 2020–21      | Á quân Siêu cúp bóng đá Tây Ban Nha          | Barcelona                     | [ 6 ]     |
| 2020-21      | Cúp Nhà vua Tây Ban Nha                      | Barcelona                     | [ 6 ]     |
| 2021         | Cúp bóng đá Nam Mỹ                           | Argentina                     | [ 16 ]    |
| 2021–22      | Ligue 1                                      | Paris Saint-Germain           | [ 17 ]    |
| 2022         | CONMEBOL–UEFA Cup of Champions               | Argentina                     | [ 18 ]    |
| 2022         | Trophée des Champions                        | Paris Saint-Germain           | [ 19 ]    |
| 2022         | World Cup 2022                               | Argentina                     | [ 20 ]    |
| 2022–23      | Ligue 1                                      | Paris Saint-Germain           | [ 21 ]    |

### Danh hiệu giao hữu
- Cúp Joan Gamper: 2006, 2007, 2010, 2011, 2013, 2014, 2015, 2016, 2017, 2018, 2019, 2020[22]
- Cúp Ramón de Carranza: 2005[23]
- Franz Beckenbauer Cup: 2007[24]
- Tournoi de Paris: 2012[25]
- Cúp Mùa hè của các Nhà vô địch: 2012[26][27]
- Cúp Bóng đá các nhà vô địch Quốc tế: Hoa Kỳ 2017

### Giải đấu giao hữu
- Copa Times of India: 2011[28]
- Cúp Siêu kinh điển Nam Mỹ: 2017,[29] 2019[30]
- San Juan Cup: 2019[31]

## Danh hiệu cá nhân

### Lựa chọn cầu thủ xuất sắc nhất hoặc tiền đạo

#### Thế giới
Các lễ trao giải để trao vương miện cho cầu thủ xuất sắc nhất thế giới được tổ chức thường niên kể từ năm 1955, khi lễ trao giải Quả bóng vàng khai mạc diễn ra. Quả bóng vàng được trao cho cầu thủ đã được bình chọn là có màn trình diễn xuất sắc nhất trong năm trước, và do nhà báo người Pháp Gabriel Hanot xác lập. Ban đầu, phiếu bầu chỉ có thể được trao cho các cầu thủ châu Âu trước khi thay đổi quy tắc năm 1995.
Cầu thủ xuất sắc nhất thế giới của FIFA được thành lập vào năm 1991.
| Năm             | Thứ nhất                        | Thứ hai                         | Thứ ba                        |
| --------------- | ------------------------------- | ------------------------------- | ----------------------------- |
| 2010            | Lionel Messi (Barcelona)        | Andrés Iniesta (Barcelona)      | Xavi (Barcelona)              |
| Tỉ lệ phần trăm | 22.65%                          | 17.36%                          | 16.48%                        |
| 2011            | Lionel Messi (Barcelona)        | Cristiano Ronaldo (Real Madrid) | Xavi (Barcelona)              |
| Tỉ lệ phần trăm | 47.88%                          | 21.60%                          | 9.23%                         |
| 2012            | Lionel Messi (Barcelona)        | Cristiano Ronaldo (Real Madrid) | Andrés Iniesta (Barcelona)    |
| Tỉ lệ phần trăm | 41.17%                          | 23.68%                          | 10.91%                        |
| 2013            | Cristiano Ronaldo (Real Madrid) | Lionel Messi (Barcelona)        | Franck Ribéry (Bayern Munich) |
| Tỉ lệ phần trăm | 27.99%                          | 24.72%                          | 23.36%                        |
| 2014            | Cristiano Ronaldo (Real Madrid) | Lionel Messi (Barcelona)        | Manuel Neuer (Bayern Munich)  |
| Tỉ lệ phần trăm | 37.66%                          | 15.76%                          | 15.72%                        |
| 2015            | Lionel Messi (Barcelona)        | Cristiano Ronaldo (Real Madrid) | Neymar (Barcelona)            |
| Tỉ lệ phần trăm | 41.33%                          | 27.76%                          | 7.86%                         |

| Năm  | Thứ nhất                              | Thứ hai                                           | Thứ ba                                 |
| ---- | ------------------------------------- | ------------------------------------------------- | -------------------------------------- |
| 2007 | Kaká (Milan)                          | Cristiano Ronaldo (Manchester United)             | Lionel Messi (Barcelona)               |
| Điểm | 444                                   | 277                                               | 255                                    |
| 2008 | Cristiano Ronaldo (Manchester United) | Lionel Messi (Barcelona)                          | Fernando Torres (Liverpool)            |
| Điểm | 446                                   | 281                                               | 179                                    |
| 2009 | Lionel Messi (Barcelona)              | Cristiano Ronaldo (Manchester United/Real Madrid) | Xavi (Barcelona)                       |
| Điểm | 473                                   | 233                                               | 170                                    |
| 2016 | Cristiano Ronaldo (Real Madrid)       | Lionel Messi (Barcelona)                          | Antoine Griezmann (Atlético Madrid)    |
| Điểm | 745                                   | 316                                               | 198                                    |
| 2017 | Cristiano Ronaldo (Real Madrid)       | Lionel Messi (Barcelona)                          | Neymar (Barcelona/Paris Saint-Germain) |
| Điểm | 946                                   | 670                                               | 361                                    |
| 2019 | Lionel Messi (Barcelona)              | Virgil van Dijk (Liverpool)                       | Cristiano Ronaldo (Juventus)           |
| Điểm | 686                                   | 679                                               | 476                                    |

| Năm  | Thứ nhất                              | Thứ hai                                           | Thứ ba                                |
| ---- | ------------------------------------- | ------------------------------------------------- | ------------------------------------- |
| 2007 | Kaká (Milan)                          | Lionel Messi (Barcelona)                          | Cristiano Ronaldo (Manchester United) |
| Điểm | 1047                                  | 504                                               | 426                                   |
| 2008 | Cristiano Ronaldo (Manchester United) | Lionel Messi (Barcelona)                          | Fernando Torres (Liverpool)           |
| Điểm | 935                                   | 678                                               | 203                                   |
| 2009 | Lionel Messi (Barcelona)              | Cristiano Ronaldo (Manchester United/Real Madrid) | Xavi (Barcelona)                      |
| Điểm | 1073                                  | 352                                               | 196                                   |

| Năm             | Thứ nhất                        | Thứ hai                     | Thứ ba                                 |
| --------------- | ------------------------------- | --------------------------- | -------------------------------------- |
| 2016            | Cristiano Ronaldo (Real Madrid) | Lionel Messi (Barcelona)    | Antoine Griezmann (Atlético Madrid)    |
| 34.54%          | 26.42%                          | 7.53%                       |                                        |
| 2017            | Cristiano Ronaldo (Real Madrid) | Lionel Messi (Barcelona)    | Neymar (Barcelona/Paris Saint-Germain) |
| Tỉ lệ phần trăm | 43.16%                          | 19.25%                      | 6.97%                                  |
| 2019            | Lionel Messi (Barcelona)        | Virgil van Dijk (Liverpool) | Cristiano Ronaldo (Juventus)           |
| Điểm            | 46                              | 38                          | 36                                     |

| Năm  | Quả bóng Vàng | Quả bóng Bạc  | Quả bóng Đồng | Tham khảo |
| ---- | ------------- | ------------- | ------------- | --------- |
| 2014 | Lionel Messi  | Thomas Müller | Arjen Robben  | [ 32 ]    |
| 2022 | Lionel Messi  | Kylian Mbappé | Luka Modric   |           |

| Năm  | Quả bóng Vàng | Quả bóng Bạc         | Quả bóng Đồng  | Tham khảo |
| ---- | ------------- | -------------------- | -------------- | --------- |
| 2009 | Lionel Messi  | Juan Sebastián Verón | Xavi           | [ 33 ]    |
| 2011 | Lionel Messi  | Xavi                 | Neymar         | [ 34 ]    |
| 2015 | Luis Suárez   | Lionel Messi         | Andrés Iniesta | [ 35 ]    |

#### Châu Âu
| Năm     | Thứ nhất                        | Thứ hai                                                                     | Thứ ba                                                                      |
| ------- | ------------------------------- | --------------------------------------------------------------------------- | --------------------------------------------------------------------------- |
| 2010–11 | Lionel Messi (Barcelona)        | Xavi (Barcelona)                                                            | Cristiano Ronaldo (Real Madrid)                                             |
| Điểm    | 39                              | 11                                                                          | 3                                                                           |
| 2011–12 | Andrés Iniesta (Barcelona)      | Lionel Messi và Cristiano Ronaldo (Barcelona và Real Madrid tôn trọng nhau) | Lionel Messi và Cristiano Ronaldo (Barcelona và Real Madrid tôn trọng nhau) |
| Điểm    | 19                              | 17                                                                          | 17                                                                          |
| 2012–13 | Franck Ribéry (Bayern Munich)   | Lionel Messi (Barcelona)                                                    | Cristiano Ronaldo (Real Madrid)                                             |
| Điểm    | 36                              | 14                                                                          | 3                                                                           |
| 2014–15 | Lionel Messi (Barcelona)        | Luis Suárez (Barcelona)                                                     | Cristiano Ronaldo (Real Madrid)                                             |
| Điểm    | 49                              | 3                                                                           | 2                                                                           |
| 2016–17 | Cristiano Ronaldo (Real Madrid) | Lionel Messi (Barcelona)                                                    | Gianluigi Buffon (Juventus)                                                 |
| Điểm    | 482                             | 141                                                                         | 109                                                                         |
| 2018–19 | Virgil van Dijk (Liverpool)     | Lionel Messi (Barcelona)                                                    | Cristiano Ronaldo (Juventus)                                                |
| Điểm    | 305                             | 207                                                                         | 74                                                                          |

| Năm     | Thứ nhất                        | Thứ hai                   | Thứ ba                       |
| ------- | ------------------------------- | ------------------------- | ---------------------------- |
| 2016–17 | Cristiano Ronaldo (Real Madrid) | Lionel Messi (Barcelona)  | Paulo Dybala (Juventus)      |
| Điểm    | 359                             | 147                       | 64                           |
| 2017–18 | Cristiano Ronaldo (Real Madrid) | Mohamed Salah (Liverpool) | Lionel Messi (Barcelona)     |
| Điểm    | 287                             | 218                       | 43                           |
| 2018–19 | Lionel Messi (Barcelona)        | Sadio Mané (Liverpool)    | Cristiano Ronaldo (Juventus) |
| Điểm    | 285                             | 109                       | 91                           |

#### Tây Ban Nha
| - Cầu thủ La Liga hay nhất: 2008–09, 2009–10, 2010–11, 2011–12, 2012–13, 2014–15 - Tiền đạo hay nhất La Liga: 2008–09, 2009–10, 2010–11, 2011–12, 2012–13, 2014–15, 2015–16 - Cầu thủ La Liga của tháng: 1/2016, 4/2017, 4/2018, 9/2018, 3/2019, 11/2019, 2/2020 - Giải thưởng Trofeo Alfredo Di Stefano: 2008–09, 2009–10, 2010–11, 2014–15, 2016–17, 2017–18, 2018–19 - Don Balón Award: 2006–07, 2008–09, 2009–10 - Cầu thủ Mỹ-La tinh hay nhất tại La Liga: 2007, 2009, 2010, 2011, 2012 - Cầu thủ Mỹ-La tinh hay nhất tại La Liga do Mundo Deportivo bình chọn: 2017–18, 2018–19 | - Trofeo Aldo Rovira: 2009–10, 2010–11, 2012–13, 2014–15, 2016–17, 2017–18 - Giải thưởng cầu thủ xuất sắc nhất Joan Gamper: 2013, 2014, 2016, 2018 - Giải thưởng cầu thủ Barça: 2015–16 |

### Ghi bàn

#### Chiếc giày vàng Châu Âu
Chiếc giày vàng châu Âu được trao cho tay săn bàn hàng đầu châu Âu. Nó được trao dựa trên hệ thống tính điểm có trọng số cho phép các cầu thủ ở các giải đấu khó khăn hơn giành chiến thắng ngay cả khi họ ghi được ít bàn thắng hơn so với các cầu thủ ở một giải đấu yếu hơn. Các bàn thắng ghi được trong năm giải đấu hàng đầu theo bảng xếp hạng hệ số UEFA được nhân với hệ số hai, và bàn thắng ghi được trong các giải đấu xếp hạng sáu đến 21 được nhân với hệ số 1,5.
Kể từ khi hệ thống tính điểm được thiết lập vào năm 1996, Messi là cầu thủ duy nhất giành được kỷ lục này sáu lần và cũng là người duy nhất giành được nó với kỷ lục 100 điểm (mùa giải 2011–12). Messi cũng là cầu thủ đầu tiên 5 lần giành được giải thưởng này.
| Mùa     | Bàn thắng | Điểm |
| ------- | --------- | ---- |
| 2009–10 | 34        | 68   |
| 2011–12 | 50        | 100  |
| 2012–13 | 46        | 92   |
| 2016–17 | 37        | 74   |
| 2017–18 | 34        | 68   |
| 2018–19 | 36        | 72   |

#### Vua phá lưới UEFA Champions League
| Mùa     | Cầu thủ           | Quốc tịch  | Câu lạc bộ  | Bàn thắng |
| ------- | ----------------- | ---------- | ----------- | --------- |
| 2008–09 | Lionel Messi      | Argentina  | Barcelona   | 9         |
| 2009–10 | Lionel Messi      | Argentina  | Barcelona   | 8         |
| 2010–11 | Lionel Messi      | Argentina  | Barcelona   | 12        |
| 2011–12 | Lionel Messi      | Argentina  | Barcelona   | 14        |
| 2014–15 | Neymar            | Brasil     | Barcelona   | 10        |
| 2014–15 | Cristiano Ronaldo | Bồ Đào Nha | Real Madrid | 10        |
| 2014–15 | Lionel Messi      | Argentina  | Barcelona   | 10        |
| 2018–19 | Lionel Messi      | Argentina  | Barcelona   | 12        |

Nguồn: Rec.Sport.Soccer Statistics Foundation, UEFA, worldfootball.net

##### Mọi thời đại
Cristiano Ronaldo là cầu thủ ghi nhiều bàn thắng nhất mọi thời đại tại UEFA Champions League với 140 bàn trong khi Lionel Messi đứng thứ hai với 129 bàn. Bộ đôi này đã phá kỷ lục của nhau trong suốt năm 2015, sau khi Messi vượt qua kỷ lục gia trước đó, Raúl, vào tháng 11 năm 2014. Ronaldo đã mở ra khoảng cách trong mùa giải 2015–16 khi anh trở thành cầu thủ đầu tiên ghi được cú đúp ở vòng bảng Champions League, lập kỷ lục 11 bàn.
Tính đến 25 tháng 11 năm 2020
| Thứ | Cầu thủ            | Bàn thắng | Ra sân | Tỉ lệ | Năm           | Câu lạc bộ                                |
| --- | ------------------ | --------- | ------ | ----- | ------------- | ----------------------------------------- |
| 1   | Cristiano Ronaldo  | 140       | 183    | 0.77  | 2003–2022     | Manchester United Real Madrid Juventus    |
| 2   | Lionel Messi       | 129       | 163    | 0.79  | 2005–hiện tại | Barcelona Paris Saint-Germain             |
| 3   | Robert Lewandowski | 91        | 111    | 0.82  | 2011–hiện tại | Borussia Dortmund Bayern Munich Barcelona |
| 4   | Karim Benzema      | 90        | 152    | 0.59  | 2006–hiện tại | Lyon, Real Madrid                         |
| 5   | Raúl               | 71        | 142    | 0.5   | 1995–2011     | Real Madrid Schalke 04                    |

Nguồn: worldfootball.net

#### Vua phá lưới La Liga
| Mùa giải | Bàn thắng | Trận đấu | Tỉ lệ |
| -------- | --------- | -------- | ----- |
| 2009–10  | 34        | 35       | 0.97  |
| 2011–12  | 50        | 37       | 1.35  |
| 2012–13  | 46        | 32       | 1.44  |
| 2016–17  | 37        | 34       | 1.09  |
| 2017–18  | 34        | 36       | 0.94  |
| 2018–19  | 36        | 34       | 1.06  |
| 2019–20  | 25        | 33       | 0.76  |
| 2020–21  | 30        | 35       | 0.86  |

##### Mọi thời đại
Tính đến 21 tháng 11 năm 2020
| Thứ | Tên               | Bàn thắng | Ra sân | Tỉ lệ | Năm       | Câu lạc bộ                                 |
| --- | ----------------- | --------- | ------ | ----- | --------- | ------------------------------------------ |
| 1   | Lionel Messi      | 474       | 520    | 0.91  | 2004–2021 | Barcelona                                  |
| 2   | Cristiano Ronaldo | 311       | 292    | 1.07  | 2009–2018 | Real Madrid                                |
| 3   | Telmo Zarra       | 251       | 277    | 0.91  | 1940–1955 | Athletic Bilbao                            |
| 4   | Karim Benzema     | 238       | 439    | 0.54  | 2009–2023 | Real Madrid                                |
| 5   | Hugo Sánchez      | 234       | 347    | 0.67  | 1981–1994 | Real Madrid Rayo Vallecano Atlético Madrid |

Nguồn: worldfootball.net

#### Hat-trick

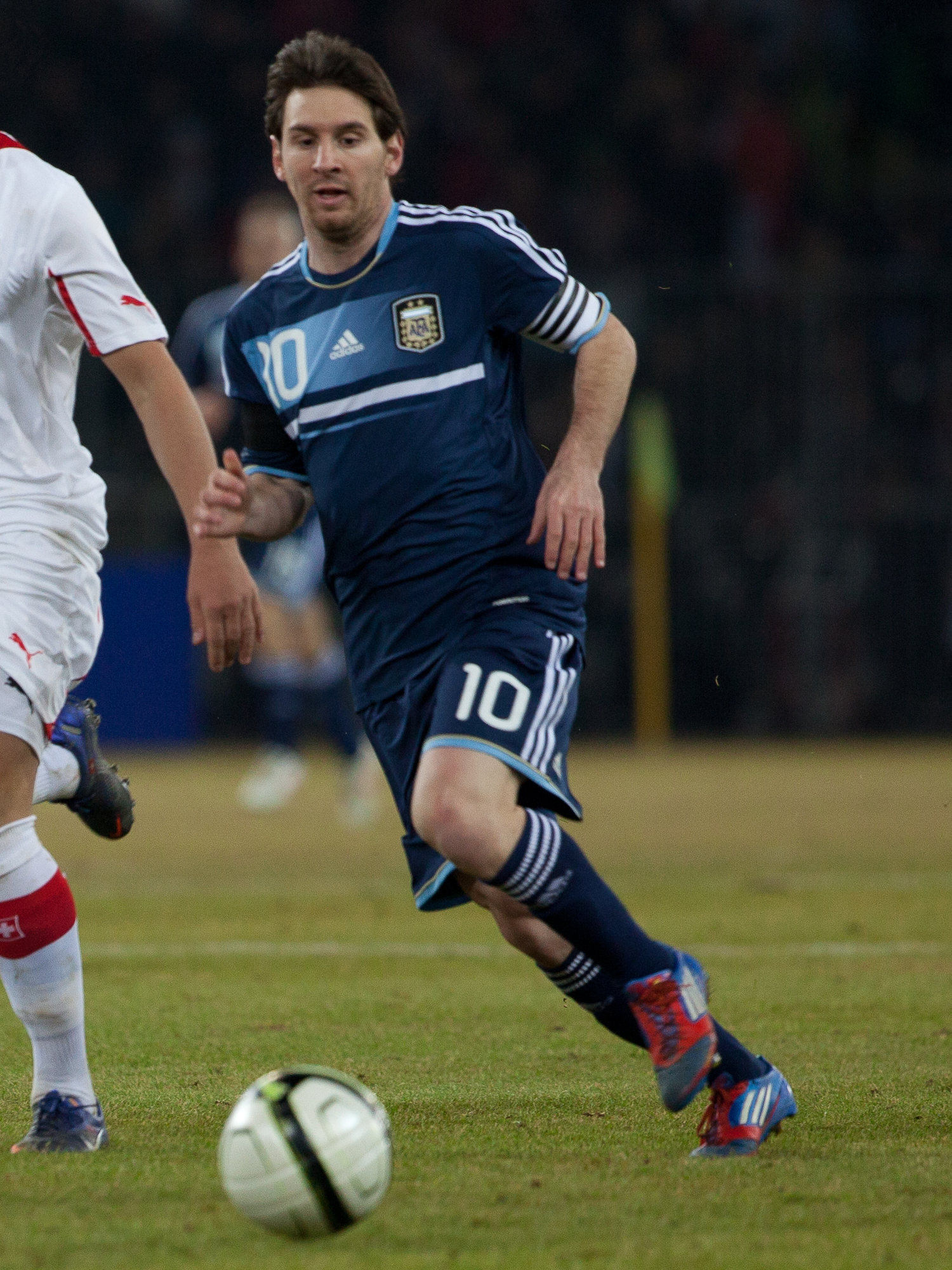
Messi ghi hat-trick quốc tế đầu tiên vào lưới Thụy Sĩ vào tháng 2/2012.

| STT | Cho                 | Đấu với             | Kết quả                           | Giải đấu                                     | Ngày                 |
| --- | ------------------- | ------------------- | --------------------------------- | -------------------------------------------- | -------------------- |
| 1   | Barcelona           | Real Madrid         | 3–3 (H)                           | La Liga 2006–07                              | 10 tháng 3 năm 2007  |
| 2   | Atlético Madrid     | 3–1 (A)             | Cúp Nhà vua Tây Ban Nha 2008–09   | 6 tháng 1 năm 2009                           |                      |
| 3   | Tenerife            | 5–0 (A)             | La Liga 2009–10                   | 10 tháng 1 năm 2010                          |                      |
| 4   | Valencia            | 3–0 (H)             | La Liga 2009–10                   | 14 tháng 3 năm 2010                          |                      |
| 5   | Zaragoza            | 4–2 (A)             | La Liga 2009–10                   | 21 tháng 3 năm 2010                          |                      |
| 6   | Arsenal4            | 4–1 (H)             | UEFA Champions League 2009–10     | 6 tháng 4 năm 2010                           |                      |
| 7   | Sevilla             | 4–0 (H)             | Siêu cúp bóng đá Tây Ban Nha 2010 | 21 tháng 8 năm 2010                          |                      |
| 8   | Almería             | 8–0 (A)             | La Liga 2010–11                   | 20 tháng 11 năm 2010                         |                      |
| 9   | Real Betis          | 5–0 (H)             | Cúp Nhà vua Tây Ban Nha 2010–11   | 12 tháng 1 năm 2011                          |                      |
| 10  | Atlético Madrid     | 3–0 (H)             | La Liga 2010–11                   | 5 tháng 2 năm 2011                           |                      |
| 11  | Osasuna             | 8–0 (H)             | La Liga 2011–12                   | 17 tháng 9 năm 2011                          |                      |
| 12  | Atlético Madrid     | 5–0 (H)             | La Liga 2011–12                   | 24 tháng 9 năm 2011                          |                      |
| 13  | Mallorca            | 5–0 (H)             | La Liga 2011–12                   | 29 tháng 10 năm 2011                         |                      |
| 14  | Viktoria Plzeň      | 4–0 (A)             | UEFA Champions League 2010–11     | 1 tháng 11 năm 2011                          |                      |
| 15  | Málaga              | 4–1 (A)             | La Liga 2011–12                   | 22 tháng 1 năm 2012                          |                      |
| 16  | Valencia4           | 5–1 (H)             | La Liga 2011–12                   | 19 tháng 2 năm 2012                          |                      |
| 17  | Argentina           | Thụy Sĩ             | 3–1 (A)                           | Giao hữu                                     | 29 tháng 2 năm 2012  |
| 18  | Barcelona           | Bayer Leverkusen5   | 7–1 (H)                           | UEFA Champions League 2011–12                | 7 tháng 3 năm 2012   |
| 19  | Espanyol4           | 4–0 (H)             | La Liga 2011–12                   | 20 tháng 3 năm 2012                          |                      |
| 20  | Granada             | 5–3 (H)             | La Liga 2011–12                   | 2 tháng 5 năm 2012                           |                      |
| 21  | Málaga              | 4–1 (H)             | La Liga 2011–12                   | 5 tháng 5 năm 2012                           |                      |
| 22  | Argentina           | Brazil              | 4–3 (N)                           | Giao hữu                                     | 9 tháng 6 năm 2012   |
| 23  | Barcelona           | Deportivo La Coruña | 5–4 (A)                           | La Liga 2012–13                              | 20 tháng 10 năm 2012 |
| 24  | Osasuna4            | 5–1 (H)             | La Liga 2012–13                   | 27 tháng 1 năm 2013                          |                      |
| 25  | Argentina           | Guatemala           | 4–0 (A)                           | Giao hữu                                     | 14 tháng 6 năm 2013  |
| 26  | Barcelona           | Valencia            | 3–2 (A)                           | La Liga 2013–14                              | 1 tháng 9 năm 2013   |
| 27  | Barcelona           | Ajax                | 4–0 (H)                           | UEFA Champions League 2013–14                | 18 tháng 9 năm 2013  |
| 28  | Barcelona           | Osasuna             | 7–0 (H)                           | La Liga 2013–14                              | 16 tháng 3 năm 2014  |
| 29  | Barcelona           | Real Madrid         | 4–3 (A)                           | La Liga 2013–14                              | 23 tháng 3 năm 2014  |
| 30  | Barcelona           | Sevilla             | 5–1 (H)                           | La Liga 2014–15                              | 22 tháng 11 năm 2014 |
| 31  | Barcelona           | APOEL               | 4–0 (A)                           | UEFA Champions League 2014–15                | 25 tháng 11 năm 2014 |
| 32  | Barcelona           | Espanyol            | 5–1 (H)                           | La Liga 2014–15                              | 7 tháng 12 năm 2014  |
| 33  | Barcelona           | Deportivo La Coruña | 4–0 (A)                           | La Liga 2014–15                              | 18 tháng 1 năm 2015  |
| 34  | Barcelona           | Levante             | 5–0 (H)                           | La Liga 2014–15                              | 15 tháng 2 năm 2015  |
| 35  | Barcelona           | Rayo Vallecano      | 6–1 (H)                           | La Liga 2014–15                              | 15 tháng 3 năm 2015  |
| 36  | Barcelona           | Granada             | 4–0 (H)                           | La Liga 2015–16                              | 9 tháng 1 năm 2016   |
| 37  | Barcelona           | Valencia            | 7–0 (H)                           | Cúp Nhà vua Tây Ban Nha 2015–16              | 3 tháng 2 năm 2016   |
| 38  | Barcelona           | Rayo Vallecano      | 5–1 (A)                           | La Liga 2015–16                              | 3 tháng 3 năm 2016   |
| 39  | Argentina           | Panama              | 5–0 (N)                           | Cúp bóng đá toàn châu Mỹ 2016                | 10 tháng 6 năm 2016  |
| 40  | Barcelona           | Celtic              | 7–0 (H)                           | UEFA Champions League 2016–17                | 13 tháng 9 năm 2016  |
| 41  | Manchester City     | 4–0 (H)             | UEFA Champions League 2016–17     | 19 tháng 10 năm 2016                         |                      |
| 42  | Espanyol            | 5–0 (H)             | La Liga 2017–18                   | 9 tháng 9 năm 2017                           |                      |
| 43  | Eibar4              | 6–1 (H)             | La Liga 2017–18                   | 19 tháng 9 năm 2017                          |                      |
| 44  | Argentina           | Ecuador             | 3–1 (A)                           | Vòng loại Giải vô địch bóng đá thế giới 2018 | 10 tháng 10 năm 2017 |
| 45  | Barcelona           | Leganés             | 3–1 (H)                           | La Liga 2017–18                              | 7 tháng 4 năm 2018   |
| 46  | Deportivo La Coruña | 4–2 (A)             | La Liga 2017–18                   | 29 tháng 4 năm 2018                          |                      |
| 47  | Argentina           | Haiti               | 4–0 (H)                           | Giao hữu                                     | 29 tháng 5 năm 2018  |
| 48  | Barcelona           | PSV Eindhoven       | 4–0 (H)                           | UEFA Champions League 2018–19                | 18 tháng 9 năm 2018  |
| 49  | Levante             | 5–0 (A)             | La Liga 2018–19                   | 16 tháng 12 năm 2018                         |                      |
| 50  | Sevilla             | 4–2 (A)             | La Liga 2018–19                   | 23 tháng 2 năm 2019                          |                      |
| 51  | Real Betis          | 4–1 (A)             | La Liga 2018–19                   | 17 tháng 3 năm 2019                          |                      |
| 52  | Celta Vigo          | 4–1 (H)             | La Liga 2019–20                   | 9 tháng 11 năm 2019                          |                      |
| 53  | Mallorca            | 5–2 (H)             | La Liga 2019–20                   | 7 tháng 12 năm 2019                          |                      |
| 54  | Eibar4              | 5–0 (H)             | La Liga 2019–20                   | 22 tháng 2 năm 2020                          |                      |

4 Ghi 4 bàn thắng5 Ghi 5 bàn thắng

#### Các giải thưởng khác
Một số giải thưởng này được chia sẻ với những cầu thủ khác.
| Cầu thủ ghi bàn hàng đầu - Cầu thủ ghi bàn hàng đầu thế giới của IFFHS: 2012, 2013, 2017, 2018 - IFFHS Cầu thủ ghi bàn hàng đầu quốc tế xuất sắc nhất thế giới: 2011, 2012 - FIFA Club World Cup: 2011 - Copa del Rey: 2008–09, 2010–11, 2013–14, 2015–16, 2016–17 - Đôi giày vàng giải vô địch bóng đá U-20 thế giới: 2005 - Đôi giày bạc Copa América: 2016 | Bàn thắng của giải đấu - Bàn thắng đẹp nhất Champions League theo đánh giá của người hâm mộ: 2018–19 - Bàn thắng đẹp nhất trong trận tứ kết lượt đi Champions League: 2018–19 - Bàn thắng đẹp nhất trận bán kết lượt về Champions League: 2018–19 - Bàn thắng đẹp nhất Copa América: 2007 - Champions League Bàn thắng của mùa giải: 2019–20 - UEFA/UEFA.com Bàn thắng của mùa giải: 2014–15, 2015–16, 2018–19 - Được bình chọn cho Giải thưởng FIFA Puskás: 2010, 2011, 2012, 2015, 2016, 2018, 2019 |

Cầu thủ kiến tạo hàng đầu
- La Liga: 2014–15, 2017–18,[g] 2018–19, 2019–20[120]
- UEFA Champions League: 2011–12,[h] 2014–15
- Copa del Rey: 2015–16, 2016–17
- Copa América: 2011, 2015, 2016

### Bao gồm cho đội của mùa giải hoặc giải đấu

#### Quốc tế
Được trao tặng bởi các liên đoàn bóng đá quốc tế
| Mùa giải | Thể loại                    | Thể loại                                                                                                | Thể loại                                                                             | Thể loại                                                                                     |
| Mùa giải | Thủ môn                     | Hậu vệ                                                                                                  | Tiền vệ                                                                              | Tiền đạo                                                                                     |
| -------- | --------------------------- | --- | ------------------------------------------------------------------------------------ | -------------------------------------------------------------------------------------------- |
| 2014–15  | Claudio Bravo (Barcelona)   | Dani Alves (Barcelona) Nicolás Otamendi (Valencia) Gerard Piqué (Barcelona) Jordi Alba (Barcelona)      | Grzegorz Krychowiak (Sevilla) Ivan Rakitić (Barcelona) James Rodríguez (Real Madrid) | Cristiano Ronaldo (Real Madrid) Lionel Messi (Barcelona) Antoine Griezmann (Atlético Madrid) |
| 2015–16  | Jan Oblak (Atlético Madrid) | Sergio Ramos (Real Madrid) Diego Godín (Atlético Madrid) Gerard Piqué (Barcelona) Marcelo (Real Madrid) | Andrés Iniesta (Barcelona) Sergio Busquets (Barcelona) Luka Modrić (Real Madrid)     | Cristiano Ronaldo (Real Madrid) Lionel Messi (Barcelona) Luis Suárez (Barcelona)             |

| Năm  | Người chiến thắng                                   | Đề cử                       | Đề cử                       | Đề cử                        | Đề cử                          | Đề cử                          |
| ---- | --------------------------------------------------- | --------------------------- | --------------------------- | ---------------------------- | ------------------------------ | ------------------------------ |
| 2010 | Usain Bolt (Điền kinh)                              | Kenenisa Bekele (Điền kinh) | Alberto Contador (Đạp xe)   | Roger Federer (Quần vợt)     | Lionel Messi (Bóng đá)         | Valentino Rossi (Lái xe mô tô) |
| 2011 | Rafael Nadal (Quần vợt)                             | Kobe Bryant (Bóng rổ)       | Andrés Iniesta (Bóng đá)    | Lionel Messi (Bóng đá)       | Manny Pacquiao (Quyền Anh)     | Sebastian Vettel (Công thức 1) |
| 2012 | Novak Djokovic (Quần vợt)                           | Usain Bolt (Điền kinh)      | Cadel Evans (Đạp xe)        | Lionel Messi (Bóng dá)       | Dirk Nowitzki (Bóng rổ)        | Sebastian Vettel (Công thức 1) |
| 2013 | Usain Bolt (Điền kinh)                              | Mo Farah (Điền kinh)        | Lionel Messi (Bóng đá)      | Michael Phelps (Bơi)         | Sebastian Vettel (Công thức 1) | Bradley Wiggins (Đạp xe)       |
| 2016 | Novak Djokovic (Quần vợt)                           | Usain Bolt (Điền kinh)      | Stephen Curry (Bóng rổ)     | Lewis Hamilton (Công thức 1) | Lionel Messi (Bóng đá)         | Jordan Spieth (Golf)           |
| 2020 | Lewis Hamilton (Công thức 1) Lionel Messi (Bóng đá) | Eliud Kipchoge (Điền kinh)  | Marc Márquez (Lái xe mô tô) | Rafael Nadal (Quần vợt)      | Tiger Woods (Golf)             |                                |

| Phiên bản   | Tên          | Đội       | Tham khảo |
| ----------- | ------------ | --------- | --------- |
| Roma 2009   | Lionel Messi | Barcelona | [ 160 ]   |
| Roma 2009   | Xavi         | Barcelona | [ 161 ]   |
| 2011 London | Lionel Messi | Barcelona | [ 162 ]   |
| 2011 London | Lionel Messi | Barcelona | [ 163 ]   |

| Hạng | Tên          | Trận đấu    |
| ---- | ------------ | ----------- |
| 14   | Lionel Messi | Hy Lạp (GS) |

| Phiên bản     | Tên          | Đội       | Tham khảo |
| ------------- | ------------ | --------- | --------- |
| UAE 2009      | Lionel Messi | Barcelona |           |
| Nhật Bản 2011 | Lionel Messi | Barcelona |           |

| Phiên bản   | Tên          | Đội       | Tham khảo |
| ----------- | ------------ | --------- | --------- |
| Roma 2009   | Lionel Messi | Barcelona | [ 160 ]   |
| Roma 2009   | Xavi         | Barcelona | [ 161 ]   |
| 2011 London | Lionel Messi | Barcelona | [ 162 ]   |
| 2011 London | Lionel Messi | Barcelona | [ 163 ]   |

| Hạng | Tên          | Trận đấu    |
| ---- | ------------ | ----------- |
| 14   | Lionel Messi | Hy Lạp (GS) |

| Phiên bản     | Tên          | Đội       | Tham khảo |
| ------------- | ------------ | --------- | --------- |
| UAE 2009      | Lionel Messi | Barcelona |           |
| Nhật Bản 2011 | Lionel Messi | Barcelona |           |

| Hạng | Tên             | Trận đấu                                                           | Giải thưởng |
| ---- | --------------- | ------------------------------------------------------------------ | ----------- |
| 1    | Lionel Messi    | Bosnia và Herzegovina (GS), Iran (GS), Nigeria (GS), Thụy Sĩ (R16) | 4           |
| 2    | Keylor Navas    | Anh (GS), Hy Lạp (R16), Hà Lan (QF)                                | 3           |
| 2    | Arjen Robben    | Úc (GS), Chile (GS), Brazil (TP)                                   | 3           |
| 2    | James Rodríguez | Hy Lạp (GS), Bờ Biển Ngà (GS), Uruguay (R16)                       | 3           |

| Phiên bản    | Tên          | Đội       | Tham khảo |
| ------------ | ------------ | --------- | --------- |
| Tbilisi 2015 | Lionel Messi | Barcelona | [ 165 ]   |

| Hạng | Tên             | Trận đấu                                                           | Giải thưởng |
| ---- | --------------- | ------------------------------------------------------------------ | ----------- |
| 1    | Lionel Messi    | Bosnia và Herzegovina (GS), Iran (GS), Nigeria (GS), Thụy Sĩ (R16) | 4           |
| 2    | Keylor Navas    | Anh (GS), Hy Lạp (R16), Hà Lan (QF)                                | 3           |
| 2    | Arjen Robben    | Úc (GS), Chile (GS), Brazil (TP)                                   | 3           |
| 2    | James Rodríguez | Hy Lạp (GS), Bờ Biển Ngà (GS), Uruguay (R16)                       | 3           |

| Phiên bản    | Tên          | Đội       | Tham khảo |
| ------------ | ------------ | --------- | --------- |
| Tbilisi 2015 | Lionel Messi | Barcelona | [ 165 ]   |

| Hạng | Tên          | Trận đấu                                                  |
| ---- | ------------ | --------------------------------------------------------- |
| 1    | Lionel Messi | Paraguay (GS), Uruguay (GS), Colombia (QF), Paraguay (SF) |

| Hạng | Tên          | Trận đấu     |
| ---- | ------------ | ------------ |
| 9    | Lionel Messi | Nigeria (GS) |

| Hạng | Tên            | Trận đấu                                 | Giải thưởng |
| ---- | -------------- | ---------------------------------------- | ----------- |
| 1    | Lionel Messi   | Panama (GS), Venezuela (QF), Hoa Kỳ (SF) | 3           |
| 2    | David Ospina   | Peru (QF), Hoa Kỳ (TP)                   | 2           |
| 2    | Eduardo Vargas | Panama (GS), Mexico (QF)                 | 2           |
| 2    | Enner Valencia | Peru (GS), Haiti (GS)                    | 2           |

| Hạng | Tên          | Trận đấu   |
| ---- | ------------ | ---------- |
| 8    | Lionel Messi | Qatar (GS) |

| Hạng | Tên          | Trận đấu                                                  |
| ---- | ------------ | --------------------------------------------------------- |
| 1    | Lionel Messi | Paraguay (GS), Uruguay (GS), Colombia (QF), Paraguay (SF) |

| Hạng | Tên          | Trận đấu     |
| ---- | ------------ | ------------ |
| 9    | Lionel Messi | Nigeria (GS) |

| Hạng | Tên            | Trận đấu                                 | Giải thưởng |
| ---- | -------------- | ---------------------------------------- | ----------- |
| 1    | Lionel Messi   | Panama (GS), Venezuela (QF), Hoa Kỳ (SF) | 3           |
| 2    | David Ospina   | Peru (QF), Hoa Kỳ (TP)                   | 2           |
| 2    | Eduardo Vargas | Panama (GS), Mexico (QF)                 | 2           |
| 2    | Enner Valencia | Peru (GS), Haiti (GS)                    | 2           |

| Hạng | Tên          | Trận đấu   |
| ---- | ------------ | ---------- |
| 8    | Lionel Messi | Qatar (GS) |